# Toxops
Toxops montanus es una especie de araña araneomorfa de la familia Desidae. Es la única especie del género monotípico Toxops.  Es nativa de Tasmania.